# Opheodesoma
Opheodesoma is een geslacht van zeekomkommers uit de familie Synaptidae.

## Soorten
- Opheodesoma australiensis Heding, 1931
- Opheodesoma clarki Heding, 1928
- Opheodesoma glabra (Semper, 1867)
- Opheodesoma grisea (Semper, 1867)
- Opheodesoma lineata Heding, 1928
- Opheodesoma radiosa (Lesson, 1830)
- Opheodesoma serpentina (J. Müller, 1850)
- Opheodesoma sinevirga Cherbonnier, 1988
- Opheodesoma spectabilis Fisher, 1907
- Opheodesoma variabilis Heding, 1928